# San (litera)
San (σαν, pisana Ϻϻ) – litera języka greckiego, obecnie nieużywana. W alfabecie prawdopodobnie znajdowała się za literą pi (Ππ) i przed literą koppa ().
Litery tej nie należy mylić z literą my (Μμ), która ma podobną majuskułę do litery san (Ϻϻ).

## Pochodzenie
San prawdopodobnie wywodzi się od fenickiej litery ṣādē.

## Wymowa
Prawdopodobnie literę san wymawiało się jak /s/.

## Kodowanie
W Unicode litera jest zakodowana:
| Znak | Unicode | Kod HTML             | Nazwa unikodowa          | Nazwa polska             |
| ---- | ------- | -------------------- | ------------------------ | ------------------------ |
| Ϻ    | U+03FA  | &#x03FA; lub &#1018; | GREEK CAPITAL LETTER SAN | wielka litera grecka san |
| ϻ    | U+03FB  | &#x03FB; lub &#1019; | GREEK SMALL LETTER SAN   | mała litera grecka san   |